# Arteră faringiană ascendentă
Artera faringiană ascendentă este o arteră de la nivelul gâtului care alimentează faringele, dezvoltându-se din partea proximală a celui de-al doilea arc aortic embrionar.
Este cea mai mică ramură a arterei carotide externe și este un vas lung și subțire, așezat profund în gât, sub celelalte ramuri ale arterei carotide externe și sub mușchiul stilofaringian. Aceasta este situată superior bifurcației arterelor carotide comune.
Artera, în cel mai tipic mod, se bifurcă în trunchiuri faringiene și neuromeningeale distincte embriologic. Trunchiul faringian este format, de obicei, din mai multe ramuri care alimentează mușchii constrictor faringian mijlociu și inferior și stilofaringian, ramificându-se în substanța lor și în membranele mucoase care le acoperă. Aceste ramuri sunt în echilibru hemodinamic cu afluenții arterei maxilară internă. Trunchiul neuromeningeal constă în mod clasic din diviziuni jugulare și hipoglose, care intră în foramenul jugular și hipoglosal pentru a vasculariza structurile meningeale și neuronale regionale, fiind în echilibru cu ramuri ale arterelor vertebrale, occipitale, meningeale posterioare, meningeale medii și carotide interne (prin ramura carotipotimpanică, trunchiurile meningohipofizare și inferolaterale). De asemenea, este prezentă ramura timpanică inferioară, care urcă spre cavitatea urechii medii; este implicată în reconstituirea arterei carotide interne prin varianta „arteră carotidă aberantă”. Ramura musculară a arterei faringiene ascendente este în echilibru cu arcada odontoidă din artera vertebrală.

## Traseu
Apare din partea din spate a arterei carotide externe, aproape de începutul acestui vas și urcă vertical între artera carotidă internă și partea cu faringele, până la suprafața inferioară a bazei craniului, situată pe lungus capitis.